# Banijay
Banijay SAS (in precedenza Banijay Entertainment e poi Banijay Group SAS) è una casa di produzione e distribuzione francese che crea contenuti per piattaforme televisive e multimediali, fondata nel gennaio 2008 da Stéphane Courbit.
L'azienda è presente in 16 paesi in Europa (Francia, Spagna, Italia, Belgio, Paesi Bassi, Germania, Regno Unito, Svezia, Danimarca, Norvegia, Russia e Finlandia), Stati Uniti, Asia (compresa l'India), Australia e Nuova Zelanda.

## Storia
Nel febbraio 2016 la fusione di Banijay con Zodiak Media Group ha reso l'azienda il più grande produttore indipendente di contenuti al mondo con un fatturato di circa 1 miliardo di dollari. Il suo catalogo di oltre 20 000 ore di contenuti, il 50% dei quali è una programmazione di terze parti di produttori e reti indipendenti, è distribuito a livello globale da Banijay Rights.
Nel 2019, la società ha annunciato l'acquisizione della Endemol Shine Group aumentando così il proprio catalogo a 90 000 ore di contenuti.

## Informazioni e dati
Il gruppo Banijay è presieduto da Stéphane Courbit, è guidato da Marco Bassetti (in precedenza AD di Endemol) ed è controllato per il 68,6% da LDH (holding posseduta al 52% da Financière Loy società dell’imprenditore francese Courbit, De Agostini con il 36% del capitale e Fimalac di Marc Ladreit de Lacharrière al 12%) e per il 31,4% da Vivendi.

## Banijay Italia

Logo di Banijay Italia.

Banijay Italia nasce nel 2019 dall'unione di Magnolia e Dry Media, due società italiane attive nella produzione di contenuti di intrattenimento, entrambe già parte di Banijay Group.
Amministratore delegato di Banijay Italia è Fabrizio Ievolella.
Tra i programmi televisivi prodotti da Banijay in Italia, sono da menzionare:
- L'isola dei famosi (Rai 2 e Canale 5)
- Conto alla rovescia (Canale 5)
- L'eredità (Rai 1)
- Vieni da me (Rai 1)
- Il collegio (Rai 2)
- Pechino Express (Rai 2 e Sky Italia)
- Piazzapulita (LA7)
- Bake Off Italia - Dolci in forno (Real Time)
- Undressed (Nove)
- Guess My Age - Indovina l'età (TV8)
- Deal With It - Stai al gioco (Nove)
- 100% Italia (TV8)
- Boomerissima (Rai 2)
- Dinner Club (Prime Video)
- The Ferragnez (Prime Video)
- Quattro matrimoni (Sky Italia)
- Alessandro Borghese - 4 ristoranti (TV8 e Sky Italia)
- Don't Forget the Lyrics! - Stai sul pezzo (Nove)
- Name That Tune - Indovina la canzone (TV8)
- Summer Job (Netflix)
- Amore e altri rimedi (Fox Life)
- GialappaShow (TV8)
- Tris per vincere (TV8)
- Suzuki Music Party (Nove)
- Sconfort Zone (Prime Video)

## Banijay Studios Italy
Banijay Studios Italy è una società di produzione indipendente controllata da Banijay Group, creata con l'obiettivo di realizzare fiction per i gruppi televisivi italiani Rai, Mediaset e Sky, e per le piattaforme OTT, nonché per progetti di coproduzione internazionale.
AD di Banijay Studios Italy è Paolo Bassetti, fratello di Marco. A giugno 2018 Massimo Del Frate ha assunto il ruolo di direttore della divisione fiction.